# سباق الطريق في بطولة العالم لسباق الدراجات على الطريق 2022
سباق الطريق في بطولة العالم لسباق الدراجات على الطريق 2022 (بالإنجليزية: 2022 UCI Road World Championships – Men's road race)‏ هو سباق دراجات هوائية، وهو الموسم التاسع والثمانين من سباق الطريق في بطولة العالم لسباق الدراجات على الطريق، وأقيم في 25 سبتمبر 2022 ضمن سباقات بطولة العالم لسباق الدراجات على الطريق 2022، وشارك فيه  169 متسابقاً ووصل إلى نهايته  103 متسابقاً.
فاز بالمركز الأول رمكو أفينبول، وفاز بالمركز الثاني كريستوف لابورت، وفاز بالمركز الثالث مايكل ماثيوز.

## الفرق
| فرق وطنية (50)- فريق فرنسا لركوب الدراجات للرجال 2022 ‏ - منتخب الإكوادور لركوب الدراجات للرجال 2022‏ - فريق بلجيكا لركوب الدراجات للرجال 2022 ‏ - فريق إسبانيا لركوب الدراجات للرجال 2022 ‏ - فريق هولندا لركوب الدراجات للرجال 2022 ‏ - فريق سلوفينيا لركوب الدراجات للرجال 2022‏ - فريق الدنمارك لركوب الدراجات للرجال 2022 ‏ - فريق المملكة المتحدة لركوب الدراجات للرجال 2022 ‏ - فريق كولومبيا لركوب الدراجات للرجال 2022‏ - فريق أستراليا لركوب الدراجات للرجال 2022‏ - فريق إيطاليا لركوب الدراجات للرجال 2022 ‏ - فريق سويسرا لركوب الدراجات 2022 ‏ - فريق النرويج لركوب الدراجات للرجال 2022 ‏ - فريق ألمانيا لركوب الدراجات للرجال 2022‏ - فريق إرتريا لركوب الدراجات 2022 ‏ - فريق الولايات المتحدة لسباق الدراجات الهوائية للرجال 2022 ‏ - فريق البرتغال لركوب الدراجات للرجال 2022 ‏ - فريق جنوب أفريقيا لركوب الدراجات للرجال 2022‏ - فريق كندا لركوب الدراجات للرجال 2022‏ - فريق نيوزيلندا لركوب الدراجات 2022‏ - فريق بولندا لركوب الدراجات 2022 ‏ - فريق التشيك لركوب الدراجات للرجال 2022‏ - فريق النمسا لركوب الدراجات للرجال 2022‏ - فريق كازاخستان لركوب الدراجات للرجال 2022 ‏ - منتخب لاتفيا لركوب الدراجات للرجال 2022‏ - فريق لوكسمبورغ لركوب الدراجات‏ - فريق المجر لركوب الدراجات للرجال 2022‏ - فريق أوكرانيا لسباق الدراجات على الطريق للرجال 2022‏ - فريق الأرجنتين لركوب الدراجات للرجال 2022‏ - فريق سلوفاكيا لركوب الدراجات 2022‏ - منتخب منغوليا لركوب الدراجات للرجال‏ - فريق اليابان لركوب الدراجات للرجال 2022‏ - فريق ليتوانيا لركوب الدراجات للرجال 2022‏ - فريق السويد لركوب الدراجات للرجال 2022‏ - منتخب بنما الوطني لسباق الدراجات على الطريق للرجال‏ - فريق اليونان لركوب الدراجات للرجال 2022‏ - فريق المغرب لركوب الدراجات 2022 ‏ - فريق إسرائيل لسباق الدراجات على الطريق للرجال‏ - فريق أوزبكستان لركوب الدراجات للرجال 2022‏ - فريق تركيا لركوب الدراجات للرجال‏ - فريق البرازيل لركوب الدراجات للرجال 2022‏ - فريق رواندا لركوب الدراجات للرجال 2022‏ - منتخب تايلاند الوطني لسباق الدراجات على الطريق للرجال‏ - فريق صربيا لركوب الدراجات للرجال 2022‏ - منتخب هونغ كونغ لركوب الدراجات للرجال 2022‏ - منتخب الصين الوطني لسباق الدراجات على الطريق للرجال 2022‏ - منتخب كوريا الجنوبية الوطني لسباق الدراجات على الطريق للرجال 2022‏ - فريق موناكو لسباق الدراجات للرجال‏ - فريق مالطا لسباق الدراجات للرجال‏ - الفاتيكان‏ |  |
| |  |

## المشاركون
| فريق فرنسا لركوب الدراجات للرجال 2022 ‏ FRA | فريق فرنسا لركوب الدراجات للرجال 2022 ‏ FRA | فريق فرنسا لركوب الدراجات للرجال 2022 ‏ FRA |
| ------------------------------------------ | ------------------------------------------ | ------------------------------------------ |
| م                                          | عداء                                       | مرتبة                                      |
| 1                                          | جوليان ألافيليب                            | 51                                         |
| 2                                          | بينوا كوسنيفروي                            | 26                                         |
| 3                                          | برونو أرميريل                              | لم يكمل السباق                             |
| 4                                          | كريستوف لابورت                             | 2                                          |
| 5                                          | فلوريان سينيشال                            | 90                                         |
| 6                                          | بافل سيفاكوف                               | 101                                        |
| 7                                          | كوينتين باشر                               | 80                                         |
| 8                                          | رومان بارديه                               | 22                                         |
| 9                                          | فالنتين مادواس                             | 29                                         |

| منتخب الإكوادور لركوب الدراجات للرجال 2022‏ ECU | منتخب الإكوادور لركوب الدراجات للرجال 2022‏ ECU | منتخب الإكوادور لركوب الدراجات للرجال 2022‏ ECU |
| ---------------------------------------------- | ---------------------------------------------- | ---------------------------------------------- |
| م                                              | عداء                                           | مرتبة                                          |
| 10                                             | جوناتان نارفيز                                 | 32                                             |

| فريق بلجيكا لركوب الدراجات للرجال 2022 ‏ BEL | فريق بلجيكا لركوب الدراجات للرجال 2022 ‏ BEL | فريق بلجيكا لركوب الدراجات للرجال 2022 ‏ BEL |
| ------------------------------------------- | ------------------------------------------- | ------------------------------------------- |
| م                                           | عداء                                        | مرتبة                                       |
| 11                                          | جاسبر ستوفين                                | 47                                          |
| 12                                          | Nathan Van Hooydonck ‏                       | 43                                          |
| 13                                          | بيتر سيري                                   | لم يكمل السباق                              |
| 14                                          | كوينتن هيرمانز                              | 34                                          |
| 15                                          | رمكو أفينبول                                | 1                                           |
| 16                                          | Stan Dewulf ‏                                | 98                                          |
| 17                                          | فاوت فان آرت                                | 4                                           |
| 18                                          | يفيس لامارت                                 | 48                                          |

| فريق إسبانيا لركوب الدراجات للرجال 2022 ‏ ESP | فريق إسبانيا لركوب الدراجات للرجال 2022 ‏ ESP | فريق إسبانيا لركوب الدراجات للرجال 2022 ‏ ESP |
| -------------------------------------------- | -------------------------------------------- | -------------------------------------------- |
| م                                            | عداء                                         | مرتبة                                        |
| 19                                           | إدوارد براديس                                | 87                                           |
| 20                                           | Gotzon Martín ‏                               | لم يكمل السباق                               |
| 21                                           | إيفان غارسيا                                 | 11                                           |
| 22                                           | خيسوس إيزكيرا                                | 75                                           |
| 23                                           | مارك سولير                                   | 82                                           |
| 24                                           | Oier Lazkano ‏                                | لم يكمل السباق                               |
| 25                                           | Roger Adrià ‏                                 | 77                                           |
| 26                                           | Urko Berrade ‏                                | لم يكمل السباق                               |

| فريق هولندا لركوب الدراجات للرجال 2022 ‏ NED | فريق هولندا لركوب الدراجات للرجال 2022 ‏ NED | فريق هولندا لركوب الدراجات للرجال 2022 ‏ NED |
| ------------------------------------------- | ------------------------------------------- | ------------------------------------------- |
| م                                           | عداء                                        | مرتبة                                       |
| 27                                          | باوك موليما                                 | 25                                          |
| 28                                          | Daan Hoole ‏                                 | 99                                          |
| 29                                          | ديلان فان بارلي                             | 27                                          |
| 30                                          | Jan Maas (cyclist, born 1996) ‏              | 61                                          |
| 31                                          | ماثيو فان دير بيل                           | لم يكمل السباق                              |
| 32                                          | Pascal Eenkhoorn ‏                           | 28                                          |
| 33                                          | Taco van der Hoorn ‏                         | لم يكمل السباق                              |
| 34                                          | ووت بويلس                                   | 81                                          |

| فريق سلوفينيا لركوب الدراجات للرجال 2022‏ SLO | فريق سلوفينيا لركوب الدراجات للرجال 2022‏ SLO | فريق سلوفينيا لركوب الدراجات للرجال 2022‏ SLO |
| -------------------------------------------- | -------------------------------------------- | -------------------------------------------- |
| م                                            | عداء                                         | مرتبة                                        |
| 35                                           | ديفيد بير                                    | لم يكمل السباق                               |
| 36                                           | دومين نوفاك                                  | لم يكمل السباق                               |
| 37                                           | Jaka Primožič ‏                               | 68                                           |
| 38                                           | جان بولانك                                   | 30                                           |
| 39                                           | جان تراتنيك                                  | 12                                           |
| 40                                           | تادي بوجار                                   | 19                                           |

| فريق الدنمارك لركوب الدراجات للرجال 2022 ‏ DEN | فريق الدنمارك لركوب الدراجات للرجال 2022 ‏ DEN | فريق الدنمارك لركوب الدراجات للرجال 2022 ‏ DEN |
| --------------------------------------------- | --------------------------------------------- | --------------------------------------------- |
| م                                             | عداء                                          | مرتبة                                         |
| 41                                            | ألكسندر كامب                                  | 57                                            |
| 42                                            | Anthon Charmig ‏                               | 70                                            |
| 43                                            | جاكوب فوجلسانج                                | 56                                            |
| 44                                            | ماغنوس كورت نيلسن                             | 35                                            |
| 45                                            | Mattias Skjelmose                             | 10                                            |
| 46                                            | مايكل موركوف                                  | 55                                            |
| 47                                            | ميكيل بيرج                                    | 92                                            |
| 48                                            | ميكيل فروليش أونوريه                          | 15                                            |

| فريق المملكة المتحدة لركوب الدراجات للرجال 2022 ‏ GBR | فريق المملكة المتحدة لركوب الدراجات للرجال 2022 ‏ GBR | فريق المملكة المتحدة لركوب الدراجات للرجال 2022 ‏ GBR |
| ---------------------------------------------------- | ---------------------------------------------------- | ---------------------------------------------------- |
| م                                                    | عداء                                                 | مرتبة                                                |
| 49                                                   | بن سويفت                                             | 79                                                   |
| 50                                                   | Ben Tulett ‏                                          | 14                                                   |
| 51                                                   | بن تورنر                                             | 100                                                  |
| 52                                                   | كونور سويفت                                          | 103                                                  |
| 53                                                   | إيثان هايتر                                          | 9                                                    |
| 54                                                   | فرد رايت                                             | 53                                                   |
| 55                                                   | جيك ستيوارت                                          | 102                                                  |
| 56                                                   | لوقا رو                                              | لم يكمل السباق                                       |

| فريق كولومبيا لركوب الدراجات للرجال 2022‏ COL | فريق كولومبيا لركوب الدراجات للرجال 2022‏ COL | فريق كولومبيا لركوب الدراجات للرجال 2022‏ COL |
| -------------------------------------------- | -------------------------------------------- | -------------------------------------------- |
| م                                            | عداء                                         | مرتبة                                        |
| 57                                           | Harold Tejada ‏                               | لم يكمل السباق                               |
| 58                                           | خوان سباستيان مولانو                         | لم يكمل السباق                               |
| 59                                           | نيرو كوينتانا                                | 66                                           |
| 60                                           | رودريغو كونتريرز                             | لم يكمل السباق                               |
| 61                                           | سيرجيو هيغويتا                               | 31                                           |
| 62                                           | Wilson Peña ‏                                 | 93                                           |

| فريق أستراليا لركوب الدراجات للرجال 2022‏ AUS | فريق أستراليا لركوب الدراجات للرجال 2022‏ AUS | فريق أستراليا لركوب الدراجات للرجال 2022‏ AUS |
| -------------------------------------------- | -------------------------------------------- | -------------------------------------------- |
| م                                            | عداء                                         | مرتبة                                        |
| 63                                           | بين أوكونور                                  | لم يكمل السباق                               |
| 64                                           | هاينريش هوسلر                                | 67                                           |
| 65                                           | جاي هيندلي                                   | 49                                           |
| 66                                           | لوكاس بلاب                                   | لم يكمل السباق                               |
| 67                                           | Luke Durbridge ‏                              | لم يكمل السباق                               |
| 68                                           | مايكل ماثيوز                                 | 3                                            |
| 69                                           | نيك شولتز                                    | 91                                           |
| 70                                           | سيمون كلارك                                  | 50                                           |

| فريق إيطاليا لركوب الدراجات للرجال 2022 ‏ ITA | فريق إيطاليا لركوب الدراجات للرجال 2022 ‏ ITA | فريق إيطاليا لركوب الدراجات للرجال 2022 ‏ ITA |
| -------------------------------------------- | -------------------------------------------- | -------------------------------------------- |
| م                                            | عداء                                         | مرتبة                                        |
| 71                                           | ألبرتو بيتول                                 | 8                                            |
| 72                                           | Andrea Bagioli ‏                              | 46                                           |
| 73                                           | دافيد باليريني                               | 63                                           |
| 74                                           | Edoardo Affini ‏                              | لم يكمل السباق                               |
| 75                                           | لورينزو روتا                                 | 13                                           |
| 76                                           | ماتيو ترينتين                                | 5                                            |
| 77                                           | Nicola Conci ‏                                | 33                                           |
| 78                                           | Samuele Battistella ‏                         | 85                                           |

| فريق سويسرا لركوب الدراجات 2022 ‏ SUI | فريق سويسرا لركوب الدراجات 2022 ‏ SUI | فريق سويسرا لركوب الدراجات 2022 ‏ SUI |
| ------------------------------------ | ------------------------------------ | ------------------------------------ |
| م                                    | عداء                                 | مرتبة                                |
| 79                                   | Fabian Lienhard ‏                     | 89                                   |
| 80                                   | ماورو شميد                           | 17                                   |
| 81                                   | سيلفان ديلير                         | 38                                   |
| 82                                   | Simon Pellaud ‏                       | 88                                   |
| 83                                   | Stefan Bissegger ‏                    | لم يكمل السباق                       |
| 84                                   | ستيفان كونغ                          | 20                                   |

| فريق النرويج لركوب الدراجات للرجال 2022 ‏ NOR | فريق النرويج لركوب الدراجات للرجال 2022 ‏ NOR | فريق النرويج لركوب الدراجات للرجال 2022 ‏ NOR |
| -------------------------------------------- | -------------------------------------------- | -------------------------------------------- |
| م                                            | عداء                                         | مرتبة                                        |
| 85                                           | ألكسندر كريستوف                              | 6                                            |
| 86                                           | أندرس سكارسيث                                | 41                                           |
| 87                                           | Andreas Leknessund ‏                          | 94                                           |
| 88                                           | راسموس تيلر                                  | 16                                           |
| 89                                           | Sven Erik Bystrøm ‏                           | 37                                           |
| 90                                           | توبياس فوس                                   | 84                                           |

| فريق ألمانيا لركوب الدراجات للرجال 2022‏ GER | فريق ألمانيا لركوب الدراجات للرجال 2022‏ GER | فريق ألمانيا لركوب الدراجات للرجال 2022‏ GER |
| ------------------------------------------- | ------------------------------------------- | ------------------------------------------- |
| م                                           | عداء                                        | مرتبة                                       |
| 91                                          | جورج تسيمارمان                              | لم يكمل السباق                              |
| 92                                          | Jannik Steimle ‏                             | 72                                          |
| 93                                          | يوناس كوخ                                   | لم يكمل السباق                              |
| 94                                          | ميغيل هايدمان ‏                              | لم يكمل السباق                              |
| 95                                          | Nico Denz ‏                                  | لم يكمل السباق                              |
| 96                                          | نيكياس أرندت                                | 52                                          |

| فريق إرتريا لركوب الدراجات 2022 ‏ ERI | فريق إرتريا لركوب الدراجات 2022 ‏ ERI | فريق إرتريا لركوب الدراجات 2022 ‏ ERI |
| ------------------------------------ | ------------------------------------ | ------------------------------------ |
| م                                    | عداء                                 | مرتبة                                |
| 97                                   | Amanuel Ghebreigzabhier ‏             | لم يكمل السباق                       |
| 98                                   | بينيام جيرماي                        | 54                                   |
| 99                                   | هنوك مولوبرهان ‏                      | لم يكمل السباق                       |
| 100                                  | مرحاوي قدس                           | 69                                   |
| 101                                  | Metkel Eyob ‏                         | لم يكمل السباق                       |
| 102                                  | Natnael Tesfatsion ‏                  | لم يكمل السباق                       |

| فريق الولايات المتحدة لسباق الدراجات الهوائية للرجال 2022 ‏ USA | فريق الولايات المتحدة لسباق الدراجات الهوائية للرجال 2022 ‏ USA | فريق الولايات المتحدة لسباق الدراجات الهوائية للرجال 2022 ‏ USA |
| -------------------------------------------------------------- | -------------------------------------------------------------- | -------------------------------------------------------------- |
| م                                                              | عداء                                                           | مرتبة                                                          |
| 103                                                            | Keegan Swenson ‏                                                | 73                                                             |
| 104                                                            | كايل ميرفي                                                     | لم يكمل السباق                                                 |
| 105                                                            | ماغنوس شيفيلد                                                  | 78                                                             |
| 106                                                            | نيلسون بوولس                                                   | 18                                                             |
| 107                                                            | سكوت ماكجيل ‏                                                   | 86                                                             |

| فريق البرتغال لركوب الدراجات للرجال 2022 ‏ POR | فريق البرتغال لركوب الدراجات للرجال 2022 ‏ POR | فريق البرتغال لركوب الدراجات للرجال 2022 ‏ POR |
| --------------------------------------------- | --------------------------------------------- | --------------------------------------------- |
| م                                             | عداء                                          | مرتبة                                         |
| 108                                           | إيفو أوليفيرا                                 |                                               |
| 109                                           | جواو ألميدا                                   |                                               |
| 110                                           | نيلسون أوليفيرا                               |                                               |
| 111                                           | روي أوليفيرا                                  |                                               |

| فريق جنوب أفريقيا لركوب الدراجات للرجال 2022‏ RSA | فريق جنوب أفريقيا لركوب الدراجات للرجال 2022‏ RSA | فريق جنوب أفريقيا لركوب الدراجات للرجال 2022‏ RSA |
| ------------------------------------------------ | ------------------------------------------------ | ------------------------------------------------ |
| م                                                | عداء                                             | مرتبة                                            |
| 112                                              | داريل إيمبي                                      | 74                                               |
| 113                                              | Gustav Basson ‏                                   | لم يكمل السباق                                   |
| 114                                              | Marc Oliver Pritzen ‏                             | لم يكمل السباق                                   |

| فريق كندا لركوب الدراجات للرجال 2022‏ CAN | فريق كندا لركوب الدراجات للرجال 2022‏ CAN | فريق كندا لركوب الدراجات للرجال 2022‏ CAN |
| ---------------------------------------- | ---------------------------------------- | ---------------------------------------- |
| م                                        | عداء                                     | مرتبة                                    |
| 115                                      | ديريك جي                                 | لم يكمل السباق                           |
| 116                                      | Matteo Dal-Cin ‏                          | لم يكمل السباق                           |
| 117                                      | Nickolas Zukowsky ‏                       | 36                                       |
| 118                                      | Pier-André Côté ‏                         | لم يكمل السباق                           |

| فريق نيوزيلندا لركوب الدراجات 2022‏ NZL | فريق نيوزيلندا لركوب الدراجات 2022‏ NZL | فريق نيوزيلندا لركوب الدراجات 2022‏ NZL |
| -------------------------------------- | -------------------------------------- | -------------------------------------- |
| م                                      | عداء                                   | مرتبة                                  |
| 119                                    | James Fouché ‏                          |                                        |

| فريق بولندا لركوب الدراجات 2022 ‏ POL | فريق بولندا لركوب الدراجات 2022 ‏ POL | فريق بولندا لركوب الدراجات 2022 ‏ POL |
| ------------------------------------ | ------------------------------------ | ------------------------------------ |
| م                                    | عداء                                 | مرتبة                                |
| 120                                  | Łukasz Owsian ‏                       | 96                                   |
| 121                                  | ماسيج بودنار                         | لم يكمل السباق                       |
| 122                                  | Stanisław Aniołkowski ‏               | 76                                   |

| فريق التشيك لركوب الدراجات للرجال 2022‏ CZE | فريق التشيك لركوب الدراجات للرجال 2022‏ CZE | فريق التشيك لركوب الدراجات للرجال 2022‏ CZE |
| ------------------------------------------ | ------------------------------------------ | ------------------------------------------ |
| م                                          | عداء                                       | مرتبة                                      |
| 123                                        | جان هيرت                                   | لم يكمل السباق                             |
| 124                                        | Michael Kukrle ‏                            | 59                                         |
| 125                                        | زدينيك ستيبار                              | 42                                         |

| فريق النمسا لركوب الدراجات للرجال 2022‏ AUT | فريق النمسا لركوب الدراجات للرجال 2022‏ AUT | فريق النمسا لركوب الدراجات للرجال 2022‏ AUT |
| ------------------------------------------ | ------------------------------------------ | ------------------------------------------ |
| م                                          | عداء                                       | مرتبة                                      |
| 126                                        | فيليكس غال                                 | 97                                         |
| 127                                        | Sebastian Schönberger ‏                     | 40                                         |
| 128                                        | توبياس باير                                | 62                                         |

| فريق كازاخستان لركوب الدراجات للرجال ‏ KAZ | فريق كازاخستان لركوب الدراجات للرجال ‏ KAZ | فريق كازاخستان لركوب الدراجات للرجال ‏ KAZ |
| ----------------------------------------- | ----------------------------------------- | ----------------------------------------- |
| م                                         | عداء                                      | مرتبة                                     |
| 129                                       | أليكسي لوتزينكو                           | 24                                        |
| 130                                       | Vadim Pronskiy ‏                           | لم يكمل السباق                            |
| 131                                       | Yuriy Natarov ‏                            | لم يكمل السباق                            |

| منتخب لاتفيا لركوب الدراجات للرجال 2022‏ LAT | منتخب لاتفيا لركوب الدراجات للرجال 2022‏ LAT | منتخب لاتفيا لركوب الدراجات للرجال 2022‏ LAT |
| ------------------------------------------- | ------------------------------------------- | ------------------------------------------- |
| م                                           | عداء                                        | مرتبة                                       |
| 132                                         | Emīls Liepiņš ‏                              | 58                                          |

| فريق لوكسمبورغ لركوب الدراجات‏ LUX | فريق لوكسمبورغ لركوب الدراجات‏ LUX | فريق لوكسمبورغ لركوب الدراجات‏ LUX |
| --------------------------------- | --------------------------------- | --------------------------------- |
| م                                 | عداء                              | مرتبة                             |
| 133                               | بوب جونهيلس                       | 45                                |
| 134                               | Colin Heiderscheid ‏               | لم يكمل السباق                    |
| 135                               | Kevin Geniets ‏                    | 21                                |
| 136                               | Luc Wirtgen ‏                      | 95                                |

| فريق المجر لركوب الدراجات للرجال 2022‏ HUN | فريق المجر لركوب الدراجات للرجال 2022‏ HUN | فريق المجر لركوب الدراجات للرجال 2022‏ HUN |
| ----------------------------------------- | ----------------------------------------- | ----------------------------------------- |
| م                                         | عداء                                      | مرتبة                                     |
| 137                                       | أتيلا فالتر                               | 23                                        |

| فريق أوكرانيا لسباق الدراجات على الطريق للرجال 2022‏ UKR | فريق أوكرانيا لسباق الدراجات على الطريق للرجال 2022‏ UKR | فريق أوكرانيا لسباق الدراجات على الطريق للرجال 2022‏ UKR |
| ------------------------------------------------------- | ------------------------------------------------------- | ------------------------------------------------------- |
| م                                                       | عداء                                                    | مرتبة                                                   |
| 138                                                     | Vitalii Novakowskyi ‏                                    | لم يكمل السباق                                          |
| 139                                                     | Vitaliy Buts ‏                                           | لم يكمل السباق                                          |

| فريق الأرجنتين لركوب الدراجات للرجال 2022‏ ARG | فريق الأرجنتين لركوب الدراجات للرجال 2022‏ ARG | فريق الأرجنتين لركوب الدراجات للرجال 2022‏ ARG |
| --------------------------------------------- | --------------------------------------------- | --------------------------------------------- |
| م                                             | عداء                                          | مرتبة                                         |
| 140                                           | إدواردو سيبولفيدا                             | 71                                            |

| فريق سلوفاكيا لركوب الدراجات 2022‏ SVK | فريق سلوفاكيا لركوب الدراجات 2022‏ SVK | فريق سلوفاكيا لركوب الدراجات 2022‏ SVK |
| ------------------------------------- | ------------------------------------- | ------------------------------------- |
| م                                     | عداء                                  | مرتبة                                 |
| 141                                   | جوراج ساغان                           | لم يكمل السباق                        |
| 142                                   | Marek Čanecký ‏                        | 65                                    |
| 143                                   | Matúš Štoček ‏                         | 64                                    |
| 144                                   | بيتر ساغان                            | 7                                     |

| منتخب منغوليا لركوب الدراجات للرجال‏ MGL | منتخب منغوليا لركوب الدراجات للرجال‏ MGL | منتخب منغوليا لركوب الدراجات للرجال‏ MGL |
| --------------------------------------- | --------------------------------------- | --------------------------------------- |
| م                                       | عداء                                    | مرتبة                                   |
| 145                                     | Bilguunjargal Erdenebat ‏                | لم يكمل السباق                          |
| 146                                     | Sainbayaryn Jambaljamts ‏                | لم يكمل السباق                          |

| فريق اليابان لركوب الدراجات للرجال 2022‏ JPN | فريق اليابان لركوب الدراجات للرجال 2022‏ JPN | فريق اليابان لركوب الدراجات للرجال 2022‏ JPN |
| ------------------------------------------- | ------------------------------------------- | ------------------------------------------- |
| م                                           | عداء                                        | مرتبة                                       |
| 147                                         | يوكيا أراشيرو                               | 39                                          |

| فريق ليتوانيا لركوب الدراجات للرجال 2022‏ LTU | فريق ليتوانيا لركوب الدراجات للرجال 2022‏ LTU | فريق ليتوانيا لركوب الدراجات للرجال 2022‏ LTU |
| -------------------------------------------- | -------------------------------------------- | -------------------------------------------- |
| م                                            | عداء                                         | مرتبة                                        |
| 148                                          | Venantas Lašinis ‏                            | لم يكمل السباق                               |

| فريق السويد لركوب الدراجات للرجال 2022‏ SWE | فريق السويد لركوب الدراجات للرجال 2022‏ SWE | فريق السويد لركوب الدراجات للرجال 2022‏ SWE |
| ------------------------------------------ | ------------------------------------------ | ------------------------------------------ |
| م                                          | عداء                                       | مرتبة                                      |
| 149                                        | توبياس لودفيجسون                           | لم يكمل السباق                             |

| منتخب بنما الوطني لسباق الدراجات على الطريق للرجال‏ PAN | منتخب بنما الوطني لسباق الدراجات على الطريق للرجال‏ PAN | منتخب بنما الوطني لسباق الدراجات على الطريق للرجال‏ PAN |
| ------------------------------------------------------ | ------------------------------------------------------ | ------------------------------------------------------ |
| م                                                      | عداء                                                   | مرتبة                                                  |
| 150                                                    | Bolivar Espinosa ‏                                      | لم يكمل السباق                                         |
| 151                                                    | Christofer Jurado ‏                                     | لم يكمل السباق                                         |

| فريق اليونان لركوب الدراجات للرجال 2022‏ GRE | فريق اليونان لركوب الدراجات للرجال 2022‏ GRE | فريق اليونان لركوب الدراجات للرجال 2022‏ GRE |
| ------------------------------------------- | ------------------------------------------- | ------------------------------------------- |
| م                                           | عداء                                        | مرتبة                                       |
| 152                                         | Georgios Bouglas ‏                           | لم يكمل السباق                              |

| فريق المغرب لركوب الدراجات 2022 ‏ MAR | فريق المغرب لركوب الدراجات 2022 ‏ MAR | فريق المغرب لركوب الدراجات 2022 ‏ MAR |
| ------------------------------------ | ------------------------------------ | ------------------------------------ |
| م                                    | عداء                                 | مرتبة                                |
| 153                                  | Achraf Ed Doghmy ‏                    | لم يكمل السباق                       |

| فريق إسرائيل لسباق الدراجات على الطريق للرجال‏ ISR | فريق إسرائيل لسباق الدراجات على الطريق للرجال‏ ISR | فريق إسرائيل لسباق الدراجات على الطريق للرجال‏ ISR |
| ------------------------------------------------- | ------------------------------------------------- | ------------------------------------------------- |
| م                                                 | عداء                                              | مرتبة                                             |
| 154                                               | قاي ساقيف                                         | لم يكمل السباق                                    |

| فريق أوزبكستان لركوب الدراجات للرجال 2022‏ UZB | فريق أوزبكستان لركوب الدراجات للرجال 2022‏ UZB | فريق أوزبكستان لركوب الدراجات للرجال 2022‏ UZB |
| --------------------------------------------- | --------------------------------------------- | --------------------------------------------- |
| م                                             | عداء                                          | مرتبة                                         |
| 155                                           | Muradjan Khalmuratov ‏                         | لم يكمل السباق                                |

| فريق تركيا لركوب الدراجات للرجال‏ TUR | فريق تركيا لركوب الدراجات للرجال‏ TUR | فريق تركيا لركوب الدراجات للرجال‏ TUR |
| ------------------------------------ | ------------------------------------ | ------------------------------------ |
| م                                    | عداء                                 | مرتبة                                |
| 156                                  | مصطفى سيار                           | لم يكمل السباق                       |

| فريق البرازيل لركوب الدراجات للرجال 2022‏ BRA | فريق البرازيل لركوب الدراجات للرجال 2022‏ BRA | فريق البرازيل لركوب الدراجات للرجال 2022‏ BRA |
| -------------------------------------------- | -------------------------------------------- | -------------------------------------------- |
| م                                            | عداء                                         | مرتبة                                        |
| 157                                          | Nícolas Sessler ‏                             | لم يكمل السباق                               |

| فريق رواندا لركوب الدراجات للرجال 2022‏ RWA | فريق رواندا لركوب الدراجات للرجال 2022‏ RWA | فريق رواندا لركوب الدراجات للرجال 2022‏ RWA |
| ------------------------------------------ | ------------------------------------------ | ------------------------------------------ |
| م                                          | عداء                                       | مرتبة                                      |
| 158                                        | Eric Manizabayo ‏                           | لم يكمل السباق                             |
| 159                                        | Moise Mugisha ‏                             | لم يكمل السباق                             |

| منتخب تايلاند الوطني لسباق الدراجات على الطريق للرجال‏ THA | منتخب تايلاند الوطني لسباق الدراجات على الطريق للرجال‏ THA | منتخب تايلاند الوطني لسباق الدراجات على الطريق للرجال‏ THA |
| --------------------------------------------------------- | --------------------------------------------------------- | --------------------------------------------------------- |
| م                                                         | عداء                                                      | مرتبة                                                     |
| 160                                                       | Peerapol Chawchiangkwang ‏                                 | لم يكمل السباق                                            |
| 161                                                       | Sarawut Sirironnachai ‏                                    | لم يكمل السباق                                            |

| فريق صربيا لركوب الدراجات للرجال 2022‏ SRB | فريق صربيا لركوب الدراجات للرجال 2022‏ SRB | فريق صربيا لركوب الدراجات للرجال 2022‏ SRB |
| ----------------------------------------- | ----------------------------------------- | ----------------------------------------- |
| م                                         | عداء                                      | مرتبة                                     |
| 162                                       | Ognjen Ilić ‏                              | لم يكمل السباق                            |

| منتخب هونغ كونغ لركوب الدراجات للرجال 2022‏ HKG | منتخب هونغ كونغ لركوب الدراجات للرجال 2022‏ HKG | منتخب هونغ كونغ لركوب الدراجات للرجال 2022‏ HKG |
| ---------------------------------------------- | ---------------------------------------------- | ---------------------------------------------- |
| م                                              | عداء                                           | مرتبة                                          |
| 163                                            | Choy Hiu Fung ‏                                 | لم يكمل السباق                                 |

| منتخب الصين الوطني لسباق الدراجات على الطريق للرجال 2022‏ CHN | منتخب الصين الوطني لسباق الدراجات على الطريق للرجال 2022‏ CHN | منتخب الصين الوطني لسباق الدراجات على الطريق للرجال 2022‏ CHN |
| ------------------------------------------------------------ | ------------------------------------------------------------ | ------------------------------------------------------------ |
| م                                                            | عداء                                                         | مرتبة                                                        |
| 164                                                          | Bieken Nazaerbieke ‏                                          | لم يكمل السباق                                               |
| 165                                                          | Lü Xianjing ‏                                                 | لم يكمل السباق                                               |

| منتخب كوريا الجنوبية الوطني لسباق الدراجات على الطريق للرجال 2022‏ KOR | منتخب كوريا الجنوبية الوطني لسباق الدراجات على الطريق للرجال 2022‏ KOR | منتخب كوريا الجنوبية الوطني لسباق الدراجات على الطريق للرجال 2022‏ KOR |
| --------------------------------------------------------------------- | --------------------------------------------------------------------- | --------------------------------------------------------------------- |
| م                                                                     | عداء                                                                  | مرتبة                                                                 |
| 166                                                                   | Jang Kyung-gu ‏                                                        | لم يكمل السباق                                                        |

| فريق موناكو لسباق الدراجات للرجال‏ MON | فريق موناكو لسباق الدراجات للرجال‏ MON | فريق موناكو لسباق الدراجات للرجال‏ MON |
| ------------------------------------- | ------------------------------------- | ------------------------------------- |
| م                                     | عداء                                  | مرتبة                                 |
| 167                                   | Antoine Berlin ‏                       | لم يكمل السباق                        |

| فريق مالطا لسباق الدراجات للرجال‏ MLT | فريق مالطا لسباق الدراجات للرجال‏ MLT | فريق مالطا لسباق الدراجات للرجال‏ MLT |
| ------------------------------------ | ------------------------------------ | ------------------------------------ |
| م                                    | عداء                                 | مرتبة                                |
| 168                                  | Daniel Bonello ‏                      | لم يكمل السباق                       |

| الفاتيكان‏ VAT | الفاتيكان‏ VAT    | الفاتيكان‏ VAT  |
| ------------- | ---------------- | -------------- |
| م             | عداء             | مرتبة          |
| 169           | Rien Schuurhuis ‏ | لم يكمل السباق |

| فريق فرنسا لركوب الدراجات للرجال 2022 ‏ FRA | فريق فرنسا لركوب الدراجات للرجال 2022 ‏ FRA | فريق فرنسا لركوب الدراجات للرجال 2022 ‏ FRA |
| ------------------------------------------ | ------------------------------------------ | ------------------------------------------ |
| م                                          | عداء                                       | مرتبة                                      |
| 1                                          | جوليان ألافيليب                            | 51                                         |
| 2                                          | بينوا كوسنيفروي                            | 26                                         |
| 3                                          | برونو أرميريل                              | لم يكمل السباق                             |
| 4                                          | كريستوف لابورت                             | 2                                          |
| 5                                          | فلوريان سينيشال                            | 90                                         |
| 6                                          | بافل سيفاكوف                               | 101                                        |
| 7                                          | كوينتين باشر                               | 80                                         |
| 8                                          | رومان بارديه                               | 22                                         |
| 9                                          | فالنتين مادواس                             | 29                                         |

| منتخب الإكوادور لركوب الدراجات للرجال 2022‏ ECU | منتخب الإكوادور لركوب الدراجات للرجال 2022‏ ECU | منتخب الإكوادور لركوب الدراجات للرجال 2022‏ ECU |
| ---------------------------------------------- | ---------------------------------------------- | ---------------------------------------------- |
| م                                              | عداء                                           | مرتبة                                          |
| 10                                             | جوناتان نارفيز                                 | 32                                             |

| فريق بلجيكا لركوب الدراجات للرجال 2022 ‏ BEL | فريق بلجيكا لركوب الدراجات للرجال 2022 ‏ BEL | فريق بلجيكا لركوب الدراجات للرجال 2022 ‏ BEL |
| ------------------------------------------- | ------------------------------------------- | ------------------------------------------- |
| م                                           | عداء                                        | مرتبة                                       |
| 11                                          | جاسبر ستوفين                                | 47                                          |
| 12                                          | Nathan Van Hooydonck ‏                       | 43                                          |
| 13                                          | بيتر سيري                                   | لم يكمل السباق                              |
| 14                                          | كوينتن هيرمانز                              | 34                                          |
| 15                                          | رمكو أفينبول                                | 1                                           |
| 16                                          | Stan Dewulf ‏                                | 98                                          |
| 17                                          | فاوت فان آرت                                | 4                                           |
| 18                                          | يفيس لامارت                                 | 48                                          |

| فريق إسبانيا لركوب الدراجات للرجال 2022 ‏ ESP | فريق إسبانيا لركوب الدراجات للرجال 2022 ‏ ESP | فريق إسبانيا لركوب الدراجات للرجال 2022 ‏ ESP |
| -------------------------------------------- | -------------------------------------------- | -------------------------------------------- |
| م                                            | عداء                                         | مرتبة                                        |
| 19                                           | إدوارد براديس                                | 87                                           |
| 20                                           | Gotzon Martín ‏                               | لم يكمل السباق                               |
| 21                                           | إيفان غارسيا                                 | 11                                           |
| 22                                           | خيسوس إيزكيرا                                | 75                                           |
| 23                                           | مارك سولير                                   | 82                                           |
| 24                                           | Oier Lazkano ‏                                | لم يكمل السباق                               |
| 25                                           | Roger Adrià ‏                                 | 77                                           |
| 26                                           | Urko Berrade ‏                                | لم يكمل السباق                               |

| فريق هولندا لركوب الدراجات للرجال 2022 ‏ NED | فريق هولندا لركوب الدراجات للرجال 2022 ‏ NED | فريق هولندا لركوب الدراجات للرجال 2022 ‏ NED |
| ------------------------------------------- | ------------------------------------------- | ------------------------------------------- |
| م                                           | عداء                                        | مرتبة                                       |
| 27                                          | باوك موليما                                 | 25                                          |
| 28                                          | Daan Hoole ‏                                 | 99                                          |
| 29                                          | ديلان فان بارلي                             | 27                                          |
| 30                                          | Jan Maas (cyclist, born 1996) ‏              | 61                                          |
| 31                                          | ماثيو فان دير بيل                           | لم يكمل السباق                              |
| 32                                          | Pascal Eenkhoorn ‏                           | 28                                          |
| 33                                          | Taco van der Hoorn ‏                         | لم يكمل السباق                              |
| 34                                          | ووت بويلس                                   | 81                                          |

| فريق سلوفينيا لركوب الدراجات للرجال 2022‏ SLO | فريق سلوفينيا لركوب الدراجات للرجال 2022‏ SLO | فريق سلوفينيا لركوب الدراجات للرجال 2022‏ SLO |
| -------------------------------------------- | -------------------------------------------- | -------------------------------------------- |
| م                                            | عداء                                         | مرتبة                                        |
| 35                                           | ديفيد بير                                    | لم يكمل السباق                               |
| 36                                           | دومين نوفاك                                  | لم يكمل السباق                               |
| 37                                           | Jaka Primožič ‏                               | 68                                           |
| 38                                           | جان بولانك                                   | 30                                           |
| 39                                           | جان تراتنيك                                  | 12                                           |
| 40                                           | تادي بوجار                                   | 19                                           |

| فريق الدنمارك لركوب الدراجات للرجال 2022 ‏ DEN | فريق الدنمارك لركوب الدراجات للرجال 2022 ‏ DEN | فريق الدنمارك لركوب الدراجات للرجال 2022 ‏ DEN |
| --------------------------------------------- | --------------------------------------------- | --------------------------------------------- |
| م                                             | عداء                                          | مرتبة                                         |
| 41                                            | ألكسندر كامب                                  | 57                                            |
| 42                                            | Anthon Charmig ‏                               | 70                                            |
| 43                                            | جاكوب فوجلسانج                                | 56                                            |
| 44                                            | ماغنوس كورت نيلسن                             | 35                                            |
| 45                                            | Mattias Skjelmose                             | 10                                            |
| 46                                            | مايكل موركوف                                  | 55                                            |
| 47                                            | ميكيل بيرج                                    | 92                                            |
| 48                                            | ميكيل فروليش أونوريه                          | 15                                            |

| فريق المملكة المتحدة لركوب الدراجات للرجال 2022 ‏ GBR | فريق المملكة المتحدة لركوب الدراجات للرجال 2022 ‏ GBR | فريق المملكة المتحدة لركوب الدراجات للرجال 2022 ‏ GBR |
| ---------------------------------------------------- | ---------------------------------------------------- | ---------------------------------------------------- |
| م                                                    | عداء                                                 | مرتبة                                                |
| 49                                                   | بن سويفت                                             | 79                                                   |
| 50                                                   | Ben Tulett ‏                                          | 14                                                   |
| 51                                                   | بن تورنر                                             | 100                                                  |
| 52                                                   | كونور سويفت                                          | 103                                                  |
| 53                                                   | إيثان هايتر                                          | 9                                                    |
| 54                                                   | فرد رايت                                             | 53                                                   |
| 55                                                   | جيك ستيوارت                                          | 102                                                  |
| 56                                                   | لوقا رو                                              | لم يكمل السباق                                       |

| فريق كولومبيا لركوب الدراجات للرجال 2022‏ COL | فريق كولومبيا لركوب الدراجات للرجال 2022‏ COL | فريق كولومبيا لركوب الدراجات للرجال 2022‏ COL |
| -------------------------------------------- | -------------------------------------------- | -------------------------------------------- |
| م                                            | عداء                                         | مرتبة                                        |
| 57                                           | Harold Tejada ‏                               | لم يكمل السباق                               |
| 58                                           | خوان سباستيان مولانو                         | لم يكمل السباق                               |
| 59                                           | نيرو كوينتانا                                | 66                                           |
| 60                                           | رودريغو كونتريرز                             | لم يكمل السباق                               |
| 61                                           | سيرجيو هيغويتا                               | 31                                           |
| 62                                           | Wilson Peña ‏                                 | 93                                           |

| فريق أستراليا لركوب الدراجات للرجال 2022‏ AUS | فريق أستراليا لركوب الدراجات للرجال 2022‏ AUS | فريق أستراليا لركوب الدراجات للرجال 2022‏ AUS |
| -------------------------------------------- | -------------------------------------------- | -------------------------------------------- |
| م                                            | عداء                                         | مرتبة                                        |
| 63                                           | بين أوكونور                                  | لم يكمل السباق                               |
| 64                                           | هاينريش هوسلر                                | 67                                           |
| 65                                           | جاي هيندلي                                   | 49                                           |
| 66                                           | لوكاس بلاب                                   | لم يكمل السباق                               |
| 67                                           | Luke Durbridge ‏                              | لم يكمل السباق                               |
| 68                                           | مايكل ماثيوز                                 | 3                                            |
| 69                                           | نيك شولتز                                    | 91                                           |
| 70                                           | سيمون كلارك                                  | 50                                           |

| فريق إيطاليا لركوب الدراجات للرجال 2022 ‏ ITA | فريق إيطاليا لركوب الدراجات للرجال 2022 ‏ ITA | فريق إيطاليا لركوب الدراجات للرجال 2022 ‏ ITA |
| -------------------------------------------- | -------------------------------------------- | -------------------------------------------- |
| م                                            | عداء                                         | مرتبة                                        |
| 71                                           | ألبرتو بيتول                                 | 8                                            |
| 72                                           | Andrea Bagioli ‏                              | 46                                           |
| 73                                           | دافيد باليريني                               | 63                                           |
| 74                                           | Edoardo Affini ‏                              | لم يكمل السباق                               |
| 75                                           | لورينزو روتا                                 | 13                                           |
| 76                                           | ماتيو ترينتين                                | 5                                            |
| 77                                           | Nicola Conci ‏                                | 33                                           |
| 78                                           | Samuele Battistella ‏                         | 85                                           |

| فريق سويسرا لركوب الدراجات 2022 ‏ SUI | فريق سويسرا لركوب الدراجات 2022 ‏ SUI | فريق سويسرا لركوب الدراجات 2022 ‏ SUI |
| ------------------------------------ | ------------------------------------ | ------------------------------------ |
| م                                    | عداء                                 | مرتبة                                |
| 79                                   | Fabian Lienhard ‏                     | 89                                   |
| 80                                   | ماورو شميد                           | 17                                   |
| 81                                   | سيلفان ديلير                         | 38                                   |
| 82                                   | Simon Pellaud ‏                       | 88                                   |
| 83                                   | Stefan Bissegger ‏                    | لم يكمل السباق                       |
| 84                                   | ستيفان كونغ                          | 20                                   |

| فريق النرويج لركوب الدراجات للرجال 2022 ‏ NOR | فريق النرويج لركوب الدراجات للرجال 2022 ‏ NOR | فريق النرويج لركوب الدراجات للرجال 2022 ‏ NOR |
| -------------------------------------------- | -------------------------------------------- | -------------------------------------------- |
| م                                            | عداء                                         | مرتبة                                        |
| 85                                           | ألكسندر كريستوف                              | 6                                            |
| 86                                           | أندرس سكارسيث                                | 41                                           |
| 87                                           | Andreas Leknessund ‏                          | 94                                           |
| 88                                           | راسموس تيلر                                  | 16                                           |
| 89                                           | Sven Erik Bystrøm ‏                           | 37                                           |
| 90                                           | توبياس فوس                                   | 84                                           |

| فريق ألمانيا لركوب الدراجات للرجال 2022‏ GER | فريق ألمانيا لركوب الدراجات للرجال 2022‏ GER | فريق ألمانيا لركوب الدراجات للرجال 2022‏ GER |
| ------------------------------------------- | ------------------------------------------- | ------------------------------------------- |
| م                                           | عداء                                        | مرتبة                                       |
| 91                                          | جورج تسيمارمان                              | لم يكمل السباق                              |
| 92                                          | Jannik Steimle ‏                             | 72                                          |
| 93                                          | يوناس كوخ                                   | لم يكمل السباق                              |
| 94                                          | ميغيل هايدمان ‏                              | لم يكمل السباق                              |
| 95                                          | Nico Denz ‏                                  | لم يكمل السباق                              |
| 96                                          | نيكياس أرندت                                | 52                                          |

| فريق إرتريا لركوب الدراجات 2022 ‏ ERI | فريق إرتريا لركوب الدراجات 2022 ‏ ERI | فريق إرتريا لركوب الدراجات 2022 ‏ ERI |
| ------------------------------------ | ------------------------------------ | ------------------------------------ |
| م                                    | عداء                                 | مرتبة                                |
| 97                                   | Amanuel Ghebreigzabhier ‏             | لم يكمل السباق                       |
| 98                                   | بينيام جيرماي                        | 54                                   |
| 99                                   | هنوك مولوبرهان ‏                      | لم يكمل السباق                       |
| 100                                  | مرحاوي قدس                           | 69                                   |
| 101                                  | Metkel Eyob ‏                         | لم يكمل السباق                       |
| 102                                  | Natnael Tesfatsion ‏                  | لم يكمل السباق                       |

| فريق الولايات المتحدة لسباق الدراجات الهوائية للرجال 2022 ‏ USA | فريق الولايات المتحدة لسباق الدراجات الهوائية للرجال 2022 ‏ USA | فريق الولايات المتحدة لسباق الدراجات الهوائية للرجال 2022 ‏ USA |
| -------------------------------------------------------------- | -------------------------------------------------------------- | -------------------------------------------------------------- |
| م                                                              | عداء                                                           | مرتبة                                                          |
| 103                                                            | Keegan Swenson ‏                                                | 73                                                             |
| 104                                                            | كايل ميرفي                                                     | لم يكمل السباق                                                 |
| 105                                                            | ماغنوس شيفيلد                                                  | 78                                                             |
| 106                                                            | نيلسون بوولس                                                   | 18                                                             |
| 107                                                            | سكوت ماكجيل ‏                                                   | 86                                                             |

| فريق البرتغال لركوب الدراجات للرجال 2022 ‏ POR | فريق البرتغال لركوب الدراجات للرجال 2022 ‏ POR | فريق البرتغال لركوب الدراجات للرجال 2022 ‏ POR |
| --------------------------------------------- | --------------------------------------------- | --------------------------------------------- |
| م                                             | عداء                                          | مرتبة                                         |
| 108                                           | إيفو أوليفيرا                                 |                                               |
| 109                                           | جواو ألميدا                                   |                                               |
| 110                                           | نيلسون أوليفيرا                               |                                               |
| 111                                           | روي أوليفيرا                                  |                                               |

| فريق جنوب أفريقيا لركوب الدراجات للرجال 2022‏ RSA | فريق جنوب أفريقيا لركوب الدراجات للرجال 2022‏ RSA | فريق جنوب أفريقيا لركوب الدراجات للرجال 2022‏ RSA |
| ------------------------------------------------ | ------------------------------------------------ | ------------------------------------------------ |
| م                                                | عداء                                             | مرتبة                                            |
| 112                                              | داريل إيمبي                                      | 74                                               |
| 113                                              | Gustav Basson ‏                                   | لم يكمل السباق                                   |
| 114                                              | Marc Oliver Pritzen ‏                             | لم يكمل السباق                                   |

| فريق كندا لركوب الدراجات للرجال 2022‏ CAN | فريق كندا لركوب الدراجات للرجال 2022‏ CAN | فريق كندا لركوب الدراجات للرجال 2022‏ CAN |
| ---------------------------------------- | ---------------------------------------- | ---------------------------------------- |
| م                                        | عداء                                     | مرتبة                                    |
| 115                                      | ديريك جي                                 | لم يكمل السباق                           |
| 116                                      | Matteo Dal-Cin ‏                          | لم يكمل السباق                           |
| 117                                      | Nickolas Zukowsky ‏                       | 36                                       |
| 118                                      | Pier-André Côté ‏                         | لم يكمل السباق                           |

| فريق نيوزيلندا لركوب الدراجات 2022‏ NZL | فريق نيوزيلندا لركوب الدراجات 2022‏ NZL | فريق نيوزيلندا لركوب الدراجات 2022‏ NZL |
| -------------------------------------- | -------------------------------------- | -------------------------------------- |
| م                                      | عداء                                   | مرتبة                                  |
| 119                                    | James Fouché ‏                          |                                        |

| فريق بولندا لركوب الدراجات 2022 ‏ POL | فريق بولندا لركوب الدراجات 2022 ‏ POL | فريق بولندا لركوب الدراجات 2022 ‏ POL |
| ------------------------------------ | ------------------------------------ | ------------------------------------ |
| م                                    | عداء                                 | مرتبة                                |
| 120                                  | Łukasz Owsian ‏                       | 96                                   |
| 121                                  | ماسيج بودنار                         | لم يكمل السباق                       |
| 122                                  | Stanisław Aniołkowski ‏               | 76                                   |

| فريق التشيك لركوب الدراجات للرجال 2022‏ CZE | فريق التشيك لركوب الدراجات للرجال 2022‏ CZE | فريق التشيك لركوب الدراجات للرجال 2022‏ CZE |
| ------------------------------------------ | ------------------------------------------ | ------------------------------------------ |
| م                                          | عداء                                       | مرتبة                                      |
| 123                                        | جان هيرت                                   | لم يكمل السباق                             |
| 124                                        | Michael Kukrle ‏                            | 59                                         |
| 125                                        | زدينيك ستيبار                              | 42                                         |

| فريق النمسا لركوب الدراجات للرجال 2022‏ AUT | فريق النمسا لركوب الدراجات للرجال 2022‏ AUT | فريق النمسا لركوب الدراجات للرجال 2022‏ AUT |
| ------------------------------------------ | ------------------------------------------ | ------------------------------------------ |
| م                                          | عداء                                       | مرتبة                                      |
| 126                                        | فيليكس غال                                 | 97                                         |
| 127                                        | Sebastian Schönberger ‏                     | 40                                         |
| 128                                        | توبياس باير                                | 62                                         |

| فريق كازاخستان لركوب الدراجات للرجال ‏ KAZ | فريق كازاخستان لركوب الدراجات للرجال ‏ KAZ | فريق كازاخستان لركوب الدراجات للرجال ‏ KAZ |
| ----------------------------------------- | ----------------------------------------- | ----------------------------------------- |
| م                                         | عداء                                      | مرتبة                                     |
| 129                                       | أليكسي لوتزينكو                           | 24                                        |
| 130                                       | Vadim Pronskiy ‏                           | لم يكمل السباق                            |
| 131                                       | Yuriy Natarov ‏                            | لم يكمل السباق                            |

| منتخب لاتفيا لركوب الدراجات للرجال 2022‏ LAT | منتخب لاتفيا لركوب الدراجات للرجال 2022‏ LAT | منتخب لاتفيا لركوب الدراجات للرجال 2022‏ LAT |
| ------------------------------------------- | ------------------------------------------- | ------------------------------------------- |
| م                                           | عداء                                        | مرتبة                                       |
| 132                                         | Emīls Liepiņš ‏                              | 58                                          |

| فريق لوكسمبورغ لركوب الدراجات‏ LUX | فريق لوكسمبورغ لركوب الدراجات‏ LUX | فريق لوكسمبورغ لركوب الدراجات‏ LUX |
| --------------------------------- | --------------------------------- | --------------------------------- |
| م                                 | عداء                              | مرتبة                             |
| 133                               | بوب جونهيلس                       | 45                                |
| 134                               | Colin Heiderscheid ‏               | لم يكمل السباق                    |
| 135                               | Kevin Geniets ‏                    | 21                                |
| 136                               | Luc Wirtgen ‏                      | 95                                |

| فريق المجر لركوب الدراجات للرجال 2022‏ HUN | فريق المجر لركوب الدراجات للرجال 2022‏ HUN | فريق المجر لركوب الدراجات للرجال 2022‏ HUN |
| ----------------------------------------- | ----------------------------------------- | ----------------------------------------- |
| م                                         | عداء                                      | مرتبة                                     |
| 137                                       | أتيلا فالتر                               | 23                                        |

| فريق أوكرانيا لسباق الدراجات على الطريق للرجال 2022‏ UKR | فريق أوكرانيا لسباق الدراجات على الطريق للرجال 2022‏ UKR | فريق أوكرانيا لسباق الدراجات على الطريق للرجال 2022‏ UKR |
| ------------------------------------------------------- | ------------------------------------------------------- | ------------------------------------------------------- |
| م                                                       | عداء                                                    | مرتبة                                                   |
| 138                                                     | Vitalii Novakowskyi ‏                                    | لم يكمل السباق                                          |
| 139                                                     | Vitaliy Buts ‏                                           | لم يكمل السباق                                          |

| فريق الأرجنتين لركوب الدراجات للرجال 2022‏ ARG | فريق الأرجنتين لركوب الدراجات للرجال 2022‏ ARG | فريق الأرجنتين لركوب الدراجات للرجال 2022‏ ARG |
| --------------------------------------------- | --------------------------------------------- | --------------------------------------------- |
| م                                             | عداء                                          | مرتبة                                         |
| 140                                           | إدواردو سيبولفيدا                             | 71                                            |

| فريق سلوفاكيا لركوب الدراجات 2022‏ SVK | فريق سلوفاكيا لركوب الدراجات 2022‏ SVK | فريق سلوفاكيا لركوب الدراجات 2022‏ SVK |
| ------------------------------------- | ------------------------------------- | ------------------------------------- |
| م                                     | عداء                                  | مرتبة                                 |
| 141                                   | جوراج ساغان                           | لم يكمل السباق                        |
| 142                                   | Marek Čanecký ‏                        | 65                                    |
| 143                                   | Matúš Štoček ‏                         | 64                                    |
| 144                                   | بيتر ساغان                            | 7                                     |

| منتخب منغوليا لركوب الدراجات للرجال‏ MGL | منتخب منغوليا لركوب الدراجات للرجال‏ MGL | منتخب منغوليا لركوب الدراجات للرجال‏ MGL |
| --------------------------------------- | --------------------------------------- | --------------------------------------- |
| م                                       | عداء                                    | مرتبة                                   |
| 145                                     | Bilguunjargal Erdenebat ‏                | لم يكمل السباق                          |
| 146                                     | Sainbayaryn Jambaljamts ‏                | لم يكمل السباق                          |

| فريق اليابان لركوب الدراجات للرجال 2022‏ JPN | فريق اليابان لركوب الدراجات للرجال 2022‏ JPN | فريق اليابان لركوب الدراجات للرجال 2022‏ JPN |
| ------------------------------------------- | ------------------------------------------- | ------------------------------------------- |
| م                                           | عداء                                        | مرتبة                                       |
| 147                                         | يوكيا أراشيرو                               | 39                                          |

| فريق ليتوانيا لركوب الدراجات للرجال 2022‏ LTU | فريق ليتوانيا لركوب الدراجات للرجال 2022‏ LTU | فريق ليتوانيا لركوب الدراجات للرجال 2022‏ LTU |
| -------------------------------------------- | -------------------------------------------- | -------------------------------------------- |
| م                                            | عداء                                         | مرتبة                                        |
| 148                                          | Venantas Lašinis ‏                            | لم يكمل السباق                               |

| فريق السويد لركوب الدراجات للرجال 2022‏ SWE | فريق السويد لركوب الدراجات للرجال 2022‏ SWE | فريق السويد لركوب الدراجات للرجال 2022‏ SWE |
| ------------------------------------------ | ------------------------------------------ | ------------------------------------------ |
| م                                          | عداء                                       | مرتبة                                      |
| 149                                        | توبياس لودفيجسون                           | لم يكمل السباق                             |

| منتخب بنما الوطني لسباق الدراجات على الطريق للرجال‏ PAN | منتخب بنما الوطني لسباق الدراجات على الطريق للرجال‏ PAN | منتخب بنما الوطني لسباق الدراجات على الطريق للرجال‏ PAN |
| ------------------------------------------------------ | ------------------------------------------------------ | ------------------------------------------------------ |
| م                                                      | عداء                                                   | مرتبة                                                  |
| 150                                                    | Bolivar Espinosa ‏                                      | لم يكمل السباق                                         |
| 151                                                    | Christofer Jurado ‏                                     | لم يكمل السباق                                         |

| فريق اليونان لركوب الدراجات للرجال 2022‏ GRE | فريق اليونان لركوب الدراجات للرجال 2022‏ GRE | فريق اليونان لركوب الدراجات للرجال 2022‏ GRE |
| ------------------------------------------- | ------------------------------------------- | ------------------------------------------- |
| م                                           | عداء                                        | مرتبة                                       |
| 152                                         | Georgios Bouglas ‏                           | لم يكمل السباق                              |

| فريق المغرب لركوب الدراجات 2022 ‏ MAR | فريق المغرب لركوب الدراجات 2022 ‏ MAR | فريق المغرب لركوب الدراجات 2022 ‏ MAR |
| ------------------------------------ | ------------------------------------ | ------------------------------------ |
| م                                    | عداء                                 | مرتبة                                |
| 153                                  | Achraf Ed Doghmy ‏                    | لم يكمل السباق                       |

| فريق إسرائيل لسباق الدراجات على الطريق للرجال‏ ISR | فريق إسرائيل لسباق الدراجات على الطريق للرجال‏ ISR | فريق إسرائيل لسباق الدراجات على الطريق للرجال‏ ISR |
| ------------------------------------------------- | ------------------------------------------------- | ------------------------------------------------- |
| م                                                 | عداء                                              | مرتبة                                             |
| 154                                               | قاي ساقيف                                         | لم يكمل السباق                                    |

| فريق أوزبكستان لركوب الدراجات للرجال 2022‏ UZB | فريق أوزبكستان لركوب الدراجات للرجال 2022‏ UZB | فريق أوزبكستان لركوب الدراجات للرجال 2022‏ UZB |
| --------------------------------------------- | --------------------------------------------- | --------------------------------------------- |
| م                                             | عداء                                          | مرتبة                                         |
| 155                                           | Muradjan Khalmuratov ‏                         | لم يكمل السباق                                |

| فريق تركيا لركوب الدراجات للرجال‏ TUR | فريق تركيا لركوب الدراجات للرجال‏ TUR | فريق تركيا لركوب الدراجات للرجال‏ TUR |
| ------------------------------------ | ------------------------------------ | ------------------------------------ |
| م                                    | عداء                                 | مرتبة                                |
| 156                                  | مصطفى سيار                           | لم يكمل السباق                       |

| فريق البرازيل لركوب الدراجات للرجال 2022‏ BRA | فريق البرازيل لركوب الدراجات للرجال 2022‏ BRA | فريق البرازيل لركوب الدراجات للرجال 2022‏ BRA |
| -------------------------------------------- | -------------------------------------------- | -------------------------------------------- |
| م                                            | عداء                                         | مرتبة                                        |
| 157                                          | Nícolas Sessler ‏                             | لم يكمل السباق                               |

| فريق رواندا لركوب الدراجات للرجال 2022‏ RWA | فريق رواندا لركوب الدراجات للرجال 2022‏ RWA | فريق رواندا لركوب الدراجات للرجال 2022‏ RWA |
| ------------------------------------------ | ------------------------------------------ | ------------------------------------------ |
| م                                          | عداء                                       | مرتبة                                      |
| 158                                        | Eric Manizabayo ‏                           | لم يكمل السباق                             |
| 159                                        | Moise Mugisha ‏                             | لم يكمل السباق                             |

| منتخب تايلاند الوطني لسباق الدراجات على الطريق للرجال‏ THA | منتخب تايلاند الوطني لسباق الدراجات على الطريق للرجال‏ THA | منتخب تايلاند الوطني لسباق الدراجات على الطريق للرجال‏ THA |
| --------------------------------------------------------- | --------------------------------------------------------- | --------------------------------------------------------- |
| م                                                         | عداء                                                      | مرتبة                                                     |
| 160                                                       | Peerapol Chawchiangkwang ‏                                 | لم يكمل السباق                                            |
| 161                                                       | Sarawut Sirironnachai ‏                                    | لم يكمل السباق                                            |

| فريق صربيا لركوب الدراجات للرجال 2022‏ SRB | فريق صربيا لركوب الدراجات للرجال 2022‏ SRB | فريق صربيا لركوب الدراجات للرجال 2022‏ SRB |
| ----------------------------------------- | ----------------------------------------- | ----------------------------------------- |
| م                                         | عداء                                      | مرتبة                                     |
| 162                                       | Ognjen Ilić ‏                              | لم يكمل السباق                            |

| منتخب هونغ كونغ لركوب الدراجات للرجال 2022‏ HKG | منتخب هونغ كونغ لركوب الدراجات للرجال 2022‏ HKG | منتخب هونغ كونغ لركوب الدراجات للرجال 2022‏ HKG |
| ---------------------------------------------- | ---------------------------------------------- | ---------------------------------------------- |
| م                                              | عداء                                           | مرتبة                                          |
| 163                                            | Choy Hiu Fung ‏                                 | لم يكمل السباق                                 |

| منتخب الصين الوطني لسباق الدراجات على الطريق للرجال 2022‏ CHN | منتخب الصين الوطني لسباق الدراجات على الطريق للرجال 2022‏ CHN | منتخب الصين الوطني لسباق الدراجات على الطريق للرجال 2022‏ CHN |
| ------------------------------------------------------------ | ------------------------------------------------------------ | ------------------------------------------------------------ |
| م                                                            | عداء                                                         | مرتبة                                                        |
| 164                                                          | Bieken Nazaerbieke ‏                                          | لم يكمل السباق                                               |
| 165                                                          | Lü Xianjing ‏                                                 | لم يكمل السباق                                               |

| منتخب كوريا الجنوبية الوطني لسباق الدراجات على الطريق للرجال 2022‏ KOR | منتخب كوريا الجنوبية الوطني لسباق الدراجات على الطريق للرجال 2022‏ KOR | منتخب كوريا الجنوبية الوطني لسباق الدراجات على الطريق للرجال 2022‏ KOR |
| --------------------------------------------------------------------- | --------------------------------------------------------------------- | --------------------------------------------------------------------- |
| م                                                                     | عداء                                                                  | مرتبة                                                                 |
| 166                                                                   | Jang Kyung-gu ‏                                                        | لم يكمل السباق                                                        |

| فريق موناكو لسباق الدراجات للرجال‏ MON | فريق موناكو لسباق الدراجات للرجال‏ MON | فريق موناكو لسباق الدراجات للرجال‏ MON |
| ------------------------------------- | ------------------------------------- | ------------------------------------- |
| م                                     | عداء                                  | مرتبة                                 |
| 167                                   | Antoine Berlin ‏                       | لم يكمل السباق                        |

| فريق مالطا لسباق الدراجات للرجال‏ MLT | فريق مالطا لسباق الدراجات للرجال‏ MLT | فريق مالطا لسباق الدراجات للرجال‏ MLT |
| ------------------------------------ | ------------------------------------ | ------------------------------------ |
| م                                    | عداء                                 | مرتبة                                |
| 168                                  | Daniel Bonello ‏                      | لم يكمل السباق                       |

| الفاتيكان‏ VAT | الفاتيكان‏ VAT    | الفاتيكان‏ VAT  |
| ------------- | ---------------- | -------------- |
| م             | عداء             | مرتبة          |
| 169           | Rien Schuurhuis ‏ | لم يكمل السباق |

## التصنيف العام النهائي
| التصنيف العام         | التصنيف العام        | التصنيف العام                                              | التصنيف العام | التصنيف العام |
| العداء                | العداء               | الفريق                                                     | الوقت         |               |
| --------------------- | -------------------- | ---------------------------------------------------------- | ------------- | ------------- |
| 1                     | رمكو أفينبول         | فريق بلجيكا لركوب الدراجات للرجال 2022 ‏                    | 6 س 16 د 08 ث |               |
| 2                     | كريستوف لابورت       | فريق فرنسا لركوب الدراجات للرجال 2022 ‏                     | + 2 د 21 ث    |               |
| 3                     | مايكل ماثيوز         | فريق أستراليا لركوب الدراجات للرجال 2022 ‏                  | + 2 د 21 ث    |               |
| 4                     | فاوت فان آرت         | فريق بلجيكا لركوب الدراجات للرجال 2022 ‏                    | + 2 د 21 ث    |               |
| 5                     | ماتيو ترينتين        | فريق إيطاليا لركوب الدراجات للرجال 2022 ‏                   | + 2 د 21 ث    |               |
| 6                     | ألكسندر كريستوف      | فريق النرويج لركوب الدراجات للرجال 2022 ‏                   | + 2 د 21 ث    |               |
| 7                     | بيتر ساغان           | فريق سلوفاكيا لركوب الدراجات 2022 ‏                         | + 2 د 21 ث    |               |
| 8                     | البرتو بيتول         | فريق إيطاليا لركوب الدراجات للرجال 2022 ‏                   | + 2 د 21 ث    |               |
| 9                     | إيثان هايتر          | فريق المملكة المتحدة لركوب الدراجات للرجال 2022 ‏           | + 2 د 21 ث    |               |
| 10                    | ماتياس سكجلموس جنسن  | فريق الدنمارك لركوب الدراجات للرجال 2022 ‏                  | + 2 د 21 ث    |               |
| 11                    | إيفان غارسيا         | فريق إسبانيا لركوب الدراجات للرجال 2022 ‏                   | + 2 د 21 ث    |               |
| 12                    | جان تراتنيك          | فريق سلوفينيا لركوب الدراجات للرجال 2022 ‏                  | + 2 د 21 ث    |               |
| 13                    | لورينزو روتا         | فريق إيطاليا لركوب الدراجات للرجال 2022 ‏                   | + 2 د 21 ث    |               |
| 14                    | Ben Tulett ‏          | فريق المملكة المتحدة لركوب الدراجات للرجال 2022 ‏           | + 2 د 21 ث    |               |
| 15                    | ميكيل فروليش أونوريه | فريق الدنمارك لركوب الدراجات للرجال 2022 ‏                  | + 2 د 21 ث    |               |
| 16                    | راسموس تيلر          | فريق النرويج لركوب الدراجات للرجال 2022 ‏                   | + 2 د 21 ث    |               |
| 17                    | ماورو شميد           | فريق سويسرا لركوب الدراجات 2022 ‏                           | + 2 د 21 ث    |               |
| 18                    | نيلسون بوولس         | فريق الولايات المتحدة لسباق الدراجات الهوائية للرجال 2022 ‏ | + 2 د 21 ث    |               |
| 19                    | تادي بوجار           | فريق سلوفينيا لركوب الدراجات للرجال 2022 ‏                  | + 2 د 21 ث    |               |
| 20                    | ستيفان كونغ          | فريق سويسرا لركوب الدراجات 2022 ‏                           | + 2 د 21 ث    |               |
|                       |                      |                                                            |               |               |
| مصدر: ProCyclingStats |                      |                                                            |               |               |

## وصلات خارجية
- الموقع الرسمي
- لمحة عن سباق سباق الطريق في بطولة العالم لسباق الدراجات على الطريق 2022 على موقع  ProCyclingStats   (برو  سايكلنج  ستاتس) - إحصاءات  محترفي  الدراجات.
- سباق الطريق في بطولة العالم لسباق الدراجات على الطريق 2022 على موقع إحصائيات الدراجات الإحترافية (الإنجليزية)